# Jais Sivia
Jais Sivia là đạo diễn video âm nhạc đến từ Bathinda, Punjab, Ấn Độ.

## Cuộc đời và sự nghiệp
Anh bắt đầu công việc của mình như một trợ lý giám đốc của Arvindr Khaira. Anh xuất hiện lần đầu tiên của mình như là một trợ lý giám đốc tại một bài hát mang tên Vial (2020) trình bày bởi một ca sĩ Punjabi (tên thật là Mankirat Aulakh), Shree Brar & Avvy Sra sáng tác bài hát này.
Jais Sivia tốt nghiệp Cử nhân Kỹ thuật tại Bathinda, Punjab.

## Đời tư
Anh chưa lập gia đình và không hẹn hò với bất kỳ ai.

## Tác phẩm
| Năm  | Bài hát | Người sáng tác | Ca sĩ thể hiện  | Diễn viên                 |
| ---- | ------- | -------------- | --------------- | ------------------------- |
| 2020 | Vail    | Avvy Sra       | Mankirat Aulakh | Nimrat Khaira, Shree Brar |